# Krugami vyechnosti
Krugami vyechnosti (russisch Kreise der Ewigkeit) ist das einzige Album der russischen Funeral-Doom-Band Voj.

## Geschichte
Die Band Вой bestand 1990 aus dem Sänger und Gitarristen Alexey Lapshin, dem Bassisten Oleg Karpov und den Schlagzeuger Pavel Moskvin. Das Projekt spielte in dem Tonstudio des russischen Musikers, Tontechnikers und Musikproduzenten Victor Vekstein und von diesem unterstützt Ende 1990 das Studioalbum Кругами вечности auf Magnetband ein. Noch bevor die Musiker sich um ein Label bemühten lösten sie Voj nach wenigen Auftritten in Moskau wegen geringer Chancen auf dem nationalen und internationalen Musikmarkt auf. Entsprechend blieb Кругами вечности vorerst unveröffentlicht.

## Albuminformationen
Krugami vyechnosti ist das erste und einzige Studioalbum der Band. Nachdem die Aufnahme lange Zeit in Tape-Trading-Kreisen kursierte wurde es mit umfangreich gestaltetem Begleitheft 2012 erstmals durch Sublimity Records veröffentlicht.

### Titelliste
1. Симфония „Black“: 02:38
2. Мир мой: 10:06
3. Третий круг ада: 09:32
4. Формула воззвания: 02:29
5. Магический круг: 08:19

### Umfang und Gestaltung

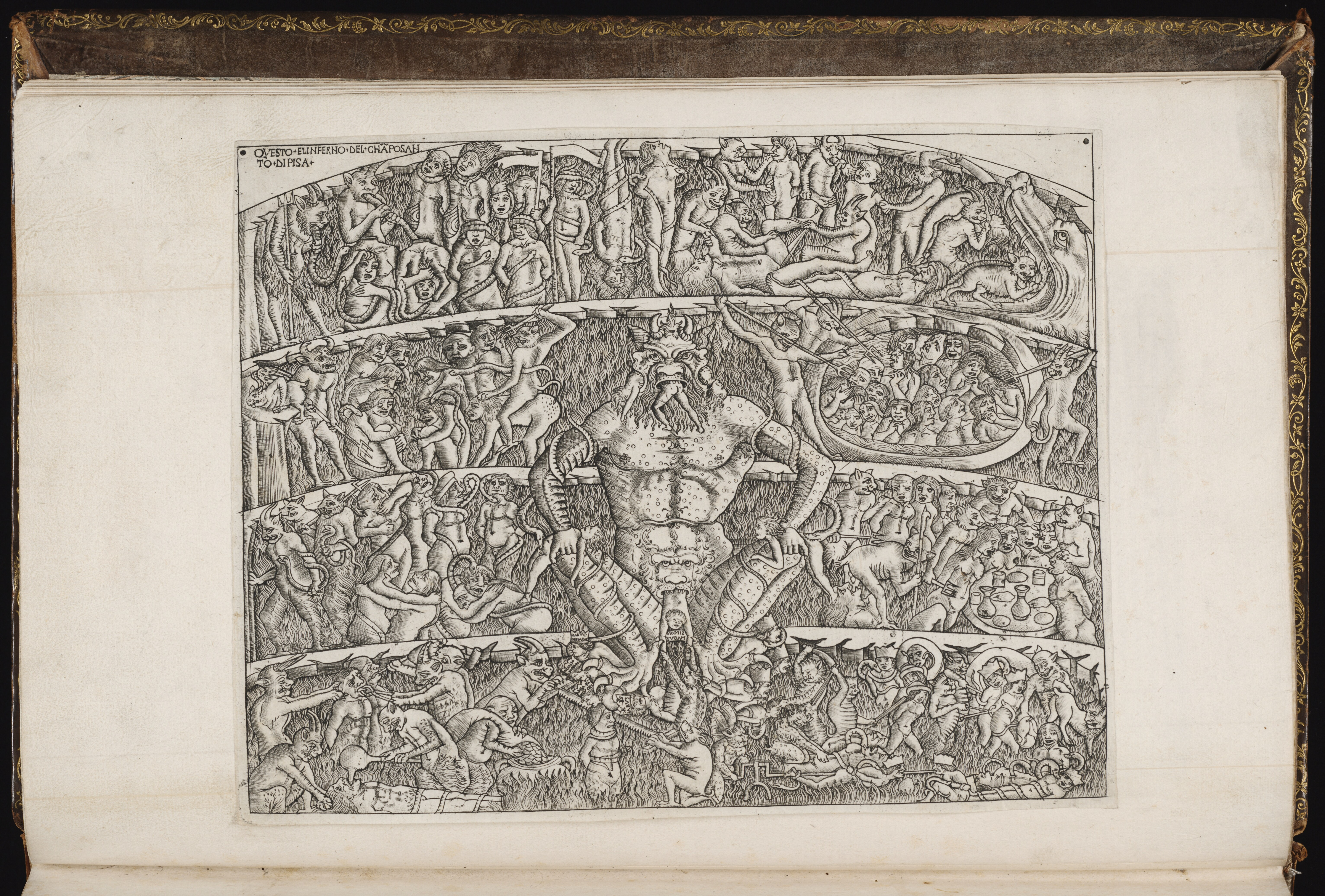
Die Illustration von Sandro Botticelli wurde für das Cover der offiziellen Veröffentlichung genutzt

Das 2012 erstmals veröffentlichte Album enthält fünf separate Stücke, die eine Gesamtspielzeit von 33:04 Minuten haben. Das Begleitheft enthielt eine ausgiebige Biografie der Gruppe inklusive mehrerer Zeitungs- und Zeitschriften-Auszüge.

### Stil
Auf Krugami vyechnosti präsentiert Voj eine Musik die Rückblickend als früher und roher Funeral Doom wahrgenommen wurde. Die Musik sei Zäh, Bedrohlich, Intensiv, Aggressiv und Monoton. Zentral steht dabei die „tiefe jedoch schlichte Atmosphäre“ bei einem traditionellen „'Doom-typische Klang von Gitarre und Schlagzeug.“ Die Musik stellt ein langsames, jedoch aggressives und konstant als Rhythmus wahrnehmbares „Schlagzeug in den Vordergrund während Alexey Lapshin in behäbiger Monotonie Silbe um Silbe und in die Länge gezogen heiser klingend, bei gedämpfter Stimme, gallig in das Mikrofon brüllt“. Das minimalistische Gitarrenspiel wird indes in den Hintergrund gestellt. Die mit Hall versehene Gitarre wird akkordweise angeschlagen, woraufhin der Ton mit Borduns dröhnend ausklingt. „Ab und an kontrastieren fast schon jazzig anmutend vereinzelte Bassanschläge oder Keyboardklänge das sonst extrem minimalistisch Spiel aus dröhnender Gitarre, beschwörendem Gesang und reduziert wütenden Schlagzeugfiguren.“ Mit dem zu Dark Ambient gesprochenem satanistischen Gebet Формула воззвания als Zwischenspiel, „wird der sonst durchgehende gleichförmige Aufbau des Albums gebrochen.“

## Wahrnehmung
Mit der Veröffentlichung im Jahr 2012 lobten das Label, Fan- und Webzines, insbesondere russische, die Musik und hoben die Bedeutung der Band im Genre als übersehener Mitinitiator des Genres hervor. Dem Album, ebenso wie der Geschichte der Band, gegenüber herrscht mitunter Skepsis. Aufgrund der hohen Aufnahmequalität und dem angegebenen Zeitpunkt der Produktion im Verhältnis zu anderen Veröffentlichungen ähnlicher Stilrichtungen wird die Authentizität der Angaben als frühes Funeral-Doom-Album gelegentlich bezweifelt. Auch der Einfluss der Band wird aufgrund der geringen Reichweite und der inexistenten Vermarktung in der Banddarstellung des Webzines Doom-Metal.com als fragwürdig bezeichnet. Dennoch gilt das Album als wichtiges Kapitel in der Geschichte des Funeral Doom neben Odes von Mordor, Stormcrowfleet von Skepticism und Stream from the Heavens von Thergothon.